# Manilla (New South Wales)

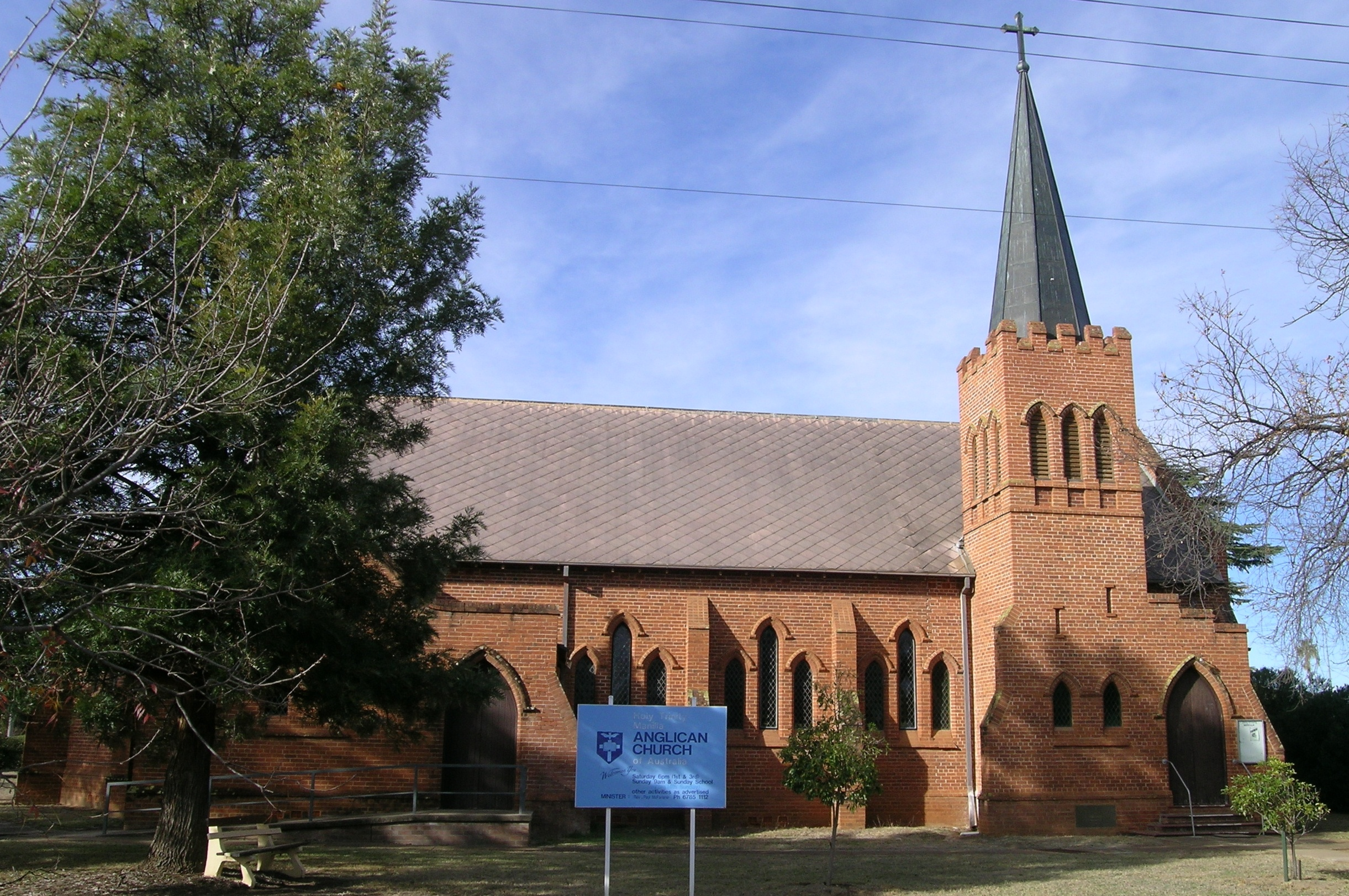
Holy Trinity Anglican Church in Manilla

Manilla ist eine Stadt im Nordosten des australischen Bundesstaates New South Wales. Sie liegt 45 Kilometer nordwestlich von Tamworth am gleichnamigen Fluss. Bei der Volkszählung 2021 hatte Manilla 2014 Einwohner.

## Geschichte
Der Name Manilla kommt aus der Aboriginessprache Kamilaroi (Gamilaraay) und bedeutet im Deutschen mäandrierender Fluss.
Manilla entstand in den 1850er-Jahren an der Mündung des Manilla River in den Namoi River. Diese Gegend war seit Generationen Lagerplatz der Kamilaroi. In den 1850er-Jahren zogen Kutscher regelmäßig mit ihren Ochsenkarren vom Hunter Valley durch dieses Gebiet zu den nördlich liegenden Schafzuchtstationen und den Goldfeldern Bingara und Bundarra. Oft trafen die Trecks auf Hochwasser im Mündungsgebiet des Manilla River und verspäteten sich dadurch. 1853 kam der englische Unternehmer George Veness an The Junction, wie die Gegend genannt wurde. Er eröffnete einen Gemischtwarenladen und einen Weinladen am Lagerplatz der Kutscher. Später entstand daraus die Siedlung Manilla, als deren Gründer Veness gilt. Die frühe Entwicklung der Siedlung ist auf die prosperierende Landwirtschaft – Weizenanbau und Viehzucht – in der Umgebung zurückzuführen.
In und um Manilla wurden in Australien erstmals Mappen (englisch: manila folder) hergestellt. Von 1933 bis 1968 hießen diese Büromaterialien in Australien deswegen auch manilla folder. Dann allerdings wurde in einem Musterprozess erwirkt, dass man aus Copyright-Gründen ein 'l' bei der Bezeichnung weglassen musste.
Früher war die Stadt das Verwaltungszentrum der Local Government Area Manilla Shire. 2004 wurde diese LGA mit dem Tamworth City Council und Teilen des Parry Shire, des Barraba Shire und des Nundle Shire zum Tamworth Regional Council zusammengelegt.

## Verkehr und Tourismus
Durch Manilla verläuft die Touristenstraße Fossickers Way (Staatsstraße 95), der die Stadt mit Tamworth im Süden und Barraba, Bingara und Warialda im Norden verbindet.
In der Nähe der Stadt liegt die Bingara-Bundarra Important Bird Area, in der insbesondere der gefährdete Regentenhonigfresser (Antochaera phrygia) geschützt wird.
Der Lake Keepit am Namoi River und der Split-Rock-Stausee am Manilla River sind bei Wassersportlern und Fischern beliebt.

### Gleitschirmfliegen
In den letzten Jahren hat sich Manilla in der ganzen Welt einen Namen als Zentrum für Hängegleiter, Gleitschirme, Ultraleichtflugzeuge und Tragschrauber gemacht. In der Nähe liegt der Mount Borah, einer der besten Startplätze der Welt für Hängegleiter und Gleitschirme.
1998 brach der Gleitschirmfluglehrer und Entdecker des Startplatzes Mount Borah, Godfrey Wenness, mit einem Flug über 335 Kilometer den Entfernungsweltrekord für Gleitschirme. In den Sommermonaten finden jedes Jahr größere Wettbewerbe am Mount Borah statt. 2007 wurden dort die 10. FAI-Gleitschirmflug-Weltmeisterschaften abgehalten, an der 150 Piloten aus 41 Ländern teilnahmen. In der Woche vor dieser Veranstaltung war Manilla rund um die Welt in den Schlagzeilen, weil die deutsche Gleitschirmfliegerin Ewa Wiśnierska in einem Gewitter bis auf 9946 m hinaufgesaugt wurde und dies überlebte. Über diese dramatische Geschichte wurde eine Fernsehdokumentation mit dem Titel Miracle in the Storm (dt.: Wunder im Sturm) gedreht, die einen AFI-Preis gewann und für einen Logie Award nominiert wurde.

## Öffentliche Einrichtungen
Manilla besitzt eine neue Zentralbücherei. Sie ist im Bürokomplex der LGA-Verwaltung in der Hauptstraße untergebracht. Neben der Centrelink-Stelle gibt es dort den Buchclub von Manilla und eine wöchentliche Vorlesestunde für Kinder.

## Bekannte Einwohner
- Henry Burrell (1873–1945), Naturforscher, erforschte Anfang des 20. Jahrhunderts das Verhalten der Schnabeltiere im Namoi River und Manilla River
- Fiona Coote (1970–), Herzpatientin, war 1984 die zweite und jüngste Patientin in Australien, bei der eine Herztransplantation durchgeführt wurde.
- Dally Messenger (1883–1959), Rugbyspieler, führte ab 1917 ‘’The Royal Hotel’’ und führte in der Stadt das Rugbyspiel ein.
- John Quayle, Rugbyspieler und früherer Vorsitzender der Australian Rugby League, begann seine Karriere in Manilla.
- Harry M. Miller (1934–), Unternehmer und Publizist, kaufte das Anwesen Dunmore in Manilla und begann als Erster in Australien mit der Zucht von deutschem Fleckvieh, das er aus Neuseeland einführte.